# Дальневосточный экономический район
Дальневосточный экономический район — один из экономических районов Российской Федерации, состоит из 11 субъектов федерации. Выгодность его экономико-географического положения определяется широким выходом к морям Тихого океана на юге, на севере с Северным Ледовитым океаном. Основные черты Дальнего Востока это его значительная удаленность от западных районов. Граничит с пятью государствами: Монголия, Китай, КНДР, США, Япония.
Крупнейшим промышленным центром в экономическом районе является город Хабаровск.

Дальневосточный экономический район

## Состав Дальневосточного экономического района
Площадь Дальнего Востока России составляет 6 952 555 км² или 40,6 % от площади всей страны. Плотность населения — 1,13 чел/км².
Включает в себя:
1. Якутия
2. Амурская область
3. Еврейская автономная область
4. Магаданская область
5. Сахалинская область
6. Камчатский край
7. Приморский край
8. Хабаровский край
9. Чукотский автономный округ
10. Бурятияс 2019 года[2]
11. Забайкальский крайс 2019 года[2]

Минвостокразвития разделило Дальний Восток на четыре условные экономические территории:
- Забайкальская (Бурятия и Забайкальский край);
- Приграничная (Еврейская автономная область, Амурская область, Приморский край, Хабаровский край);
- Островная (Сахалинская область, Камчатский край);
- Северные провинции (Якутия, Магаданская область, Чукотский автономный округ).

## Население
| Численность населения, чел. | Численность населения, чел. | Численность населения, чел. | Численность населения, чел. | Численность населения, чел. | Численность населения, чел. | Численность населения, чел. | Численность населения, чел. | Численность населения, чел. | Численность населения, чел. | Численность населения, чел. | Численность населения, чел. | Численность населения, чел. | Численность населения, чел. | Численность населения, чел. | Численность населения, чел. |
| 1897*                       | 1926*                       | 1939                        | 1959*                       | 1970*                       | 1979*                       | 1989*                       | 2002*                       | 2006                        | 2007                        | 2008                        | 2009                        | 2010*                       | 2011                        | 2012                        | 2020*                       |
| --------------------------- | --------------------------- | --------------------------- | --------------------------- | --------------------------- | --------------------------- | --------------------------- | --------------------------- | --------------------------- | --------------------------- | --------------------------- | --------------------------- | --------------------------- | --------------------------- | --------------------------- | --------------------------- |
| 1 283 270                   | 1 580 335                   | 2 779 732                   | 4 834 146                   | 5 780 509                   | 6 846 068                   | 7 940 679                   | 6 692 865                   | 6 546 926                   | 6 508 942                   | 6 486 419                   | 6 460 094                   | 6 440 385                   | 6 284 932                   | 6 263 219                   | 8 169 203                   |

*Примечание: в 1897, 1926, 1959, 1970, 1979, 1989, 2002, 2010 и 2020 году проводилась перепись населения.

## Природно-ресурсный потенциал[1]
- Территория преимущественно гориста. Единственная область в России активного вулканизма;
- Богат лесом;
- Реки характеризуются небольшой полноводностью, однако содержат богатые гидроресурсы;
- Климат Дальнего Востока — муссонный, однако различия в климате разных его частей большие;
- В недрах сосредоточены богатейшие запасы руд цветных и редких металлов (золото, вольфрам, олово), алмазов, угля. За исключением руд цветных металлов, ресурсы слабо изучены.

## Отрасли специализации и полезные ископаемые
Минеральные ресурсы:
🔻 Каменный уголь (Ленский, Зырянский бассейны)
🔻 Нефть, газ (Якутия, Сахалин)
🔻 Олово (Приморский край, Хабаровский край, Чукотский АО)
🔻 Золото, алмазы (Якутия,Чукотский АО, Забайкальский край, Амурская область).
Отрасли специализации:
🔹Цветная металлургия (Дальнегорск)
🔹Чёрная металлургия (Комсомольск-на-Амуре)
🔹Лесная (на юге)
🔹Пищевая (рыбная)
🔹Машиностроение — судостроение (Хабаровский, Приморский края)
🔹Сельское хозяйство — животноводство, пантовое оленеводство, растениеводство (на юге).